# ÖHB-Cup 2012/13
Der ÖHB-Cup 2012/13 war die 26. Austragung des österreichischen Handballcupwettbewerbs der Herren. Cupsieger wurde der Handballclub Fivers Margareten mit einem Sieg über Alpla HC Hard.

## Hauptrunden

### 1. Runde
An der 1. Runde nahmen sechs Vertreter der Landesverbände, zehn Mannschaften der Handball Bundesliga Austria und acht Teams der Handball Liga Austria teil. Es hatten immer die spielklassentieferen Vereine Heimrecht, wurden zwei gleichklassige Mannschaften gezogen hatte der zuerst gezogene Verein den Vorzug. HC Voitsberg, W.A.T. Floridsdorf, HSG Raiffeisen Bärnbach/Köflach und Handballclub Fivers Margareten 1b bekamen ein Freilos zugewiesen.
| Handball Liga Austria | Handball Bundesliga Austria | Landesliga |
| - HC Linz AG - SG Handball West Wien - Bregenz Handball - Handballclub Fivers Margareten - ULZ Schwaz - UHK Krems - Union Leoben - HSG Raiffeisen Bärnbach/Köflach | - UHC Erste Bank Hollabrunn - HC kelag Kärnten - ATV Auto Pichler Trofaiach - W.A.T. Fünfhaus - UHC Gänserndorf - HC ece bulls Bruck - W.A.T. Floridsdorf - SC Ferlach - SU Falkensteiner Katschberg – St. Pölten - HSG Holding Graz | - Handballclub Fivers Margareten 1b - HC Voitsberg - HC JCL BW Feldkirch - SG Wels/Lambach/Gmunden - SG SHV/UHC Salzburg - Union Spk. Korneuburg |

Die Spiele der 1. Runde fanden vom 16. Oktober bis 6. November 2012 statt. Die Gewinner der einzelnen Partien zogen ins Achtelfinale ein.
| Datum, Uhrzeit           | Heimmannschaft                                           | Ergebnis          | Gastmannschaft                                  |
| ------------------------ | -------------------------------------------------------- | ----------------- | ----------------------------------------------- |
| 16. Okt. 2012, 19:15 Uhr | UHC Erste Bank Hollabrunn (2L) 6 Spenling                | 19 : 32 (7 : 14)  | HC Linz AG (1L) 8 Ascherbauer                   |
| 17. Okt. 2012, 19:00 Uhr | HC kelag Kärnten (2L) 9 Hribar                           | 27 : 38 (12 : 21) | SG Handball West Wien (1L) 8 Wilczynski, Wagner |
| 17. Okt. 2012, 19:00 Uhr | ATV Auto Pichler Trofaiach (2L) 14 Neuhold               | 30 : 40 (17 : 19) | Bregenz Handball (1L) 8 Mayer                   |
| 17. Okt. 2012, 19:30 Uhr | W.A.T. Fünfhaus (2L) 11 Zujic                            | 28 : 34 (14 : 16) | Handballclub Fivers Margareten (1L) 9 Fuger     |
| 24. Okt. 2012, 19:00 Uhr | UHC Gänserndorf (2L) 5 Bohunick, Ginders                 | 19 : 34 (11 : 16) | ULZ Schwaz (1L) 7 Posch                         |
| 28. Okt. 2012, 16:30 Uhr | SG SHV/UHC Salzburg (LL) 6 Ullrich                       | 14 : 34 (8 : 18)  | UHK Krems (1L) 6 Feichtinger                    |
| 31. Okt. 2012, 19:00 Uhr | SU Falkensteiner Katschberg – St. Pölten (2L) 10 Fischer | 36 : 30 (21 : 15) | HC ece bulls Bruck (2L) 10 Ivisic               |
| 31. Okt. 2012, 19:30 Uhr | Union Spk. Korneuburg (LL) 8 Reichenauer                 | 25 : 32 (10 : 13) | HSG Holding Graz (2L) 9 Schweigenhofer          |
| 4. Nov. 2012, 19:30 Uhr  | HC JCL BW Feldkirch (LL) 8 Grißmann                      | 32 : 34 (15 : 21) | SC Ferlach (2L) 12 Pomorisac                    |
| 6. Nov. 2012, 18:30 Uhr  | SG Wels/Lambach/Gmunden (LL) 12 Rötig                    | 19 : 34 (10 : 15) | Union Leoben (1L) 8 Monschein                   |

### Achtelfinale
Am Achtelfinale nahmen 16 Klubs teil: die zwei Erstligisten, die an internationalen Bewerben teilnahmen. Außerdem waren die Sieger der 1. Runde qualifiziert. Es hatte immer der spielklassentieferen Vereine Heimrecht, wurden zwei gleichklassige Mannschaften gezogen hatte die erst gezogene den Vorzug.
| Handball Liga Austria | Handball Bundesliga Austria                                                                     | Landesliga                                         |
| - HC Linz AG - SG Handball West Wien - Bregenz Handball - Handballclub Fivers Margareten - ULZ Schwaz - UHK Krems - Union Leoben - Alpla HC Hard - HIT medalp Tirol - HSG Raiffeisen Bärnbach/Köflach | - SU Falkensteiner Katschberg – St. Pölten - HSG Holding Graz - SC Ferlach - W.A.T. Floridsdorf | - HC Voitsberg - Handballclub Fivers Margareten 1b |

Das Achtelfinale fand von 18. November bis 16. Dezember 2012 statt. Die Gewinner der einzelnen Partien zogen ins Viertelfinale ein.
| Datum, Uhrzeit           | Heimmannschaft                                                | Ergebnis          | Gastmannschaft                                       |
| ------------------------ | ------------------------------------------------------------- | ----------------- | ---------------------------------------------------- |
| 18. Nov. 2012, 18:00 Uhr | W.A.T. Floridsdorf (2L) 7 Zivica                              | 20 : 31 (9 : 17)  | Alpla HC Hard (1L) 6 Živković                        |
| 21. Nov. 2012, 19:00 Uhr | SC Ferlach (2L) 10 Mujanovic                                  | 24 : 28 (10 : 13) | SG Handball West Wien (1L) 6 Wilczynski              |
| 26. Nov. 2012, 19:30 Uhr | HC Voitsberg (LL) 9 Preschan                                  | 20 : 48 (8 : 25)  | UHK Krems (1L) 9 Schopf                              |
| 28. Nov. 2012, 19:00 Uhr | SU Falkensteiner Katschberg – St. Pölten (2L) 11 Schildhammer | 23 : 28 (11 : 17) | HIT medalp Tirol (1L) 7 Kraucevičius                 |
| 28. Nov. 2012, 19:30 Uhr | HSG Holding Graz (2L) 8 Scherr                                | 29 : 30 (11 : 12) | Bregenz Handball(1L) 10 Mayer                        |
| 28. Nov. 2012, 20:00 Uhr | HSG Raiffeisen Bärnbach/Köflach (1L) 8 Gorenac                | 22 : 27 (13 : 11) | ULZ Schwaz (1L) 6 Posch, Gierlinger                  |
| 4. Dez. 2012, 19:00 Uhr  | HC Linz AG (1L) 10 Lovrinovic                                 | 30 : 32 (14 : 16) | Handballclub Fivers Margareten (1L) 7 Kirveliavičius |
| 16. Dez. 2012, 16:00 Uhr | Handballclub Fivers Margareten 1b (LL) 7 Gangel               | 22 : 31 (9 : 17)  | Union Leoben (1L) 6 Hechenblaikner                   |

### Viertelfinale
Am Viertelfinale waren die Sieger des Achtelfinales qualifiziert. Es hatten immer die spielklassentieferen Vereine Heimrecht, wurden zwei gleichklassige Mannschaften gezogen, hatte die erst gezogene den Vorzug.
| Handball Liga Austria |
| - Alpla HC Hard - SG Handball West Wien - UHK Krems - HIT medalp Tirol - Bregenz Handball - ULZ Schwaz - Handballclub Fivers Margareten - Union Leoben |

Das Viertelfinale fand vom 1. Februar bis 2. Februar 2013 statt. Die Gewinner der einzelnen Partien zogen ins Final Four ein.
| Datum, Uhrzeit          | Heimmannschaft                               | Ergebnis          | Gastmannschaft                         |
| ----------------------- | -------------------------------------------- | ----------------- | -------------------------------------- |
| 1. Feb. 2013, 19:00 Uhr | Alpla HC Hard (1L) 7 Schmid                  | 32 : 27 (18 : 13) | Union Leoben (1L) 7 Querin             |
| 2. Feb. 2013, 18:00 Uhr | ULZ Schwaz (1L) 8 Maraković                  | 21 : 18 (10 : 10) | SG Handball West Wien (1L) 5 Fölser    |
| 2. Feb. 2013, 19:00 Uhr | Handballclub Fivers Margareten (1L) 6 Abadir | 38 : 30 (15 : 17) | Bregenz Handball (1L) 7 Klopcic        |
| 2. Feb. 2013, 19:00 Uhr | UHK Krems (1L) 6 Schopf                      | 27 : 22 (23 : 11) | HIT medalp Tirol (1L) 4 Hermann, Watzl |

## Finalrunden
Die Endrunde, das Final Four, fand in der Sporthalle Krems in Krems am 13. und 14. April 2013 statt.

### Halbfinale
Die Auslosung der Halbfinals fand am 18. Dezember 2013 statt. Für das Halbfinale waren folgende Mannschaften qualifiziert:
| Handball Liga Austria                                                     |
| - Alpla HC Hard - ULZ Schwaz - Handballclub Fivers Margareten - UHK Krems |

Die Spiele der Halbfinals fanden am 13. April 2013 statt. Der Gewinner jeder Partie zog in das Finale des ÖHB-Cups 2012/13 ein.
| Datum, Uhrzeit           | Heimmannschaft                      |   | Gastmannschaft     | Ergebnis      |
| ------------------------ | ----------------------------------- | - | ------------------ | ------------- |
| 13. März 2013, 18:00 Uhr | Handballclub Fivers Margareten (1L) | – | ULZ Schwaz (1L)    | 32:28 (17:11) |
| 13. März 2013, 20:00 Uhr | UHK Krems (1L)                      | – | Alpla HC Hard (1L) | 25:30 (12:12) |

| Handballclub Fivers Margareten | Handballclub Fivers Margareten | Handballclub Fivers Margareten | Handballclub Fivers Margareten | Handballclub Fivers Margareten | Handballclub Fivers Margareten | ULZ Schwaz   | ULZ Schwaz              | ULZ Schwaz | ULZ Schwaz | ULZ Schwaz  | ULZ Schwaz |
| ------------------------------ | ------------------------------ | ------------------------------ | ------------------------------ | ------------------------------ | ------------------------------ | ------------ | ----------------------- | ---------- | ---------- | ----------- | ---------- |
| Rückennummer                   | Spieler                        | Tore                           |                                | Gelbe Karte                    | Rote Karte                     | Rückennummer | Spieler                 | Tore       |            | Gelbe Karte | Rote Karte |
| 5                              | Christoph Edelmüller           | 2                              |                                |                                |                                | 3            | Julius Hoflehner        | 1          |            |             |            |
| 15                             | Mathias Nikolic                |                                |                                |                                |                                | 4            | Patrick Juric           | 1          | 1          |             |            |
| 25                             | Markus Bezucha                 | 1                              | 1                              |                                |                                | 8            | Philip Zangerl          | 4          | 1          |             |            |
| 35                             | Leopold Hellerich              | 3                              |                                |                                |                                | 9            | Manuel Hechblaikner     |            |            |             |            |
| 50                             | Martin Abadir                  | 8                              | 1                              |                                |                                | 10           | Andrius Rackauskas      | 5          |            |             |            |
| 51                             | Sergiy Bilyk                   |                                |                                |                                |                                | 11           | Andreas Lassner         |            |            |             |            |
| 52                             | Bastian Molecz                 |                                |                                |                                |                                | 14           | Krešimir Maraković      | 4          |            |             |            |
| 53                             | Nikola Bilyk                   | 1                              |                                |                                |                                | 15           | Fabian Posch            | 2          |            |             |            |
| 54                             | Vytautas Žiūra                 | 2                              | 1                              |                                |                                | 16           | Franz Stefan Stockbauer |            |            |             |            |
| 55                             | Tomas Eitutis                  | 2                              |                                |                                |                                | 19           | Mindaugas Andriuska     | 5          | 3          |             | 1          |
| 57                             | Herbert Jonas                  | 3                              |                                |                                |                                | 20           | Christoph Svoboda       | 2          |            |             |            |
| 59                             | Markus Kolar                   | 2                              |                                |                                |                                | 23           | Manuel Gierlinger       | 3          | 1          | 1           |            |
| 75                             | Martin Fuger                   | 2                              |                                |                                |                                | 28           | Alexander Wanitschek    | 1          |            |             |            |
| 95                             | Romas Kirveliavičius           | 7                              | 2                              | 1                              |                                | 64           | Manuel Gran             | 1          |            |             |            |

| UHK Krems    | UHK Krems             | UHK Krems | UHK Krems | UHK Krems   | UHK Krems  | Alpla HC Hard | Alpla HC Hard     | Alpla HC Hard | Alpla HC Hard | Alpla HC Hard | Alpla HC Hard |
| ------------ | --------------------- | --------- | --------- | ----------- | ---------- | ------------- | ----------------- | ------------- | ------------- | ------------- | ------------- |
| Rückennummer | Spieler               | Tore      |           | Gelbe Karte | Rote Karte | Rückennummer  | Spieler           | Tore          |               | Gelbe Karte   | Rote Karte    |
| 3            | Gerdas Babarskas      | 1         | 1         |             |            | 1             | Thomas Huemer     |               |               |               |               |
| 6            | Ivica Belas           | 1         | 1         |             |            | 2             | Mario Bjelis      | 1             | 1             |               |               |
| 8            | Andras Bozso          | 2         |           |             |            | 4             | Alex Kathrein     |               |               |               |               |
| 16           | Florian Deifl         |           |           |             |            | 6             | Dominik Schmid    | 1             |               |               | 1             |
| 17           | Tobias Schopf         | 3         | 1         |             |            | 7             | Luca Raschle      | 1             | 1             |               |               |
| 21           | Johann Schmölz        | 1         | 1         |             |            | 10            | Frederic Wüstner  |               | 1             | 1             |               |
| 22           | Georg Chalupa         |           |           | 1           |            | 11            | Michael Jochum    | 5             | 1             |               |               |
| 23           | Mihal Shejbal         |           |           |             |            | 13            | Marko Tanasković  | 5             |               |               |               |
| 24           | Norbert Visy          | 9         | 1         |             |            | 18            | Bernd Friede      | 6             |               |               |               |
| 26           | Kristof Vizvary       | 2         |           | 1           |            | 19            | Rene-Pascal Rigas | 1             |               |               |               |
| 28           | Sebastian Feichtinger | 2         |           |             |            | 21            | Michael Knauth    | 4             |               |               |               |
| 30           | Werner Lint           | 2         |           |             |            | 23            | Marko Krsmančić   | 6             | 1             | 1             |               |
| 61           | Wolfgang Filzwieser   |           |           |             |            | 27            | Thomas Weber      |               |               |               |               |
| 71           | Vlatko Mitkov         | 4         |           | 1           |            | 32            | Golub Doknić      |               |               | 1             |               |

### Finale
Das Finale fand am 14. April 2013 statt. Der Gewinner der Partie ist Sieger des ÖHB-Cups 2012/13.
| Datum, Uhrzeit           | Heimmannschaft                 |   | Gastmannschaft | Ergebnis      |
| ------------------------ | ------------------------------ | - | -------------- | ------------- |
| 14. Apr. 2013, 18:00 Uhr | Handballclub Fivers Margareten | – | Alpla HC Hard  | 29:20 (12:13) |

| Handballclub Fivers Margareten | Handballclub Fivers Margareten | Handballclub Fivers Margareten | Handballclub Fivers Margareten | Handballclub Fivers Margareten | Handballclub Fivers Margareten | Alpla HC Hard | Alpla HC Hard     | Alpla HC Hard | Alpla HC Hard | Alpla HC Hard | Alpla HC Hard |
| ------------------------------ | ------------------------------ | ------------------------------ | ------------------------------ | ------------------------------ | ------------------------------ | ------------- | ----------------- | ------------- | ------------- | ------------- | ------------- |
| Rückennummer                   | Spieler                        | Tore                           |                                | Gelbe Karte                    | Rote Karte                     | Rückennummer  | Spieler           | Tore          |               | Gelbe Karte   | Rote Karte    |
| 5                              | Christoph Edelmüller           | 5                              | 1                              |                                |                                | 1             | Thomas Huemer     |               |               |               |               |
| 15                             | Mathias Nikolic                |                                |                                |                                |                                | 2             | Mario Bjelis      | 2             |               |               |               |
| 25                             | Markus Bezucha                 |                                |                                |                                |                                | 4             | Alex Kathrein     |               |               |               |               |
| 35                             | Leopold Hellerich              |                                | 1                              |                                |                                | 6             | Dominik Schmid    | 2             |               |               |               |
| 50                             | Martin Abadir                  | 2                              | 1                              | 1                              |                                | 7             | Luca Raschle      |               | 1             |               |               |
| 51                             | Sergiy Bilyk                   |                                |                                |                                |                                | 10            | Frederic Wüstner  |               |               |               |               |
| 52                             | Bastian Molecz                 |                                |                                |                                |                                | 11            | Michael Jochum    | 4             | 1             |               |               |
| 54                             | Vytautas Žiūra                 | 3                              | 1                              | 1                              |                                | 13            | Marko Tanasković  | 4             |               | 1             |               |
| 55                             | Tomas Eitutis                  | 4                              |                                | 1                              |                                | 18            | Bernd Friede      | 5             |               | 1             |               |
| 57                             | Herbert Jonas                  | 3                              |                                |                                |                                | 19            | Rene-Pascal Rigas |               |               |               |               |
| 59                             | Markus Kolar                   | 6                              | 1                              |                                |                                | 21            | Michael Knauth    | 1             | 1             |               |               |
| 75                             | Martin Fuger                   | 1                              |                                |                                |                                | 23            | Marko Krsmančić   | 2             | 2             | 1             |               |
| 85                             | David Brandfellner             |                                |                                |                                |                                | 27            | Thomas Weber      |               |               |               |               |
| 95                             | Romas Kirveliavičius           | 5                              | 1                              |                                |                                | 32            | Golub Doknić      |               |               | 1             |               |

Schiedsrichter: Radojko Brkic & Andrei Jusufhodzic